# Všehrdský potok
Všehrdský potok, někdy označovaný jako Černíkovský, je malý potok v okrese Plzeň-sever, levostranný přítok Berounky.

## Průběh toku
Pramení nad vesnicí Černíkovice, kterou protéká v jihovýchodním směru. Nad Všehrdy je na potoce malý rybník, pod vesnicí tvoří potok severovýchodní hranici přírodního parku Hřešihlavská a na jeho toku jsou mlýny Brodský a Barborův. Po přijetí několika potoků se stáčí jihozápadně do úzkého údolí v parku Hřešihlavská. Těsně před soutokem s Berounkou protéká několik set metrů přírodní rezervací Krašov.
Všehrdský potok je chovný a je na něm zakázán sportovní rybolov.